# United Kingdom (canción)
«United Kingdom» es el primer sencillo del álbum de estudio de Manny Montes titulado United Kingdom, producido por Lutek, con la participación de Funky y VIP. La canción dejaría frases que se utilizarían posteriormente como tributos en «A la reconquista», «UK2: La antesala», «United Kingdom 2.5», y otros sencillos de Manny Montes.

## Video musical
El video fue grabado en Puerto Rico, bajo la dirección de Flaco Figueroa. La grabación del mismo sirvió como base para el DVD United Kingdom: El Concierto.

## Remezclas y tributos
En 2008, saldría en el álbum Tek Remix del productor Lutek, una remezcla de «United Kingdom», con Manny Montes, Funky, Maso & Chal (VIP), Orta García, Redimi2 y Ángel The Sent. Posteriormente, en su canal de YouTube, "Nework Productions", lanzaría en exclusivo una nueva versión en reguetón del tema, esta vez contaría con la participación de Rey Pirin, omitiendo la voz de Angel.
Asimismo, las siguientes ediciones de la saga United Kingdom, incluyeron versos muy recordados de esta canción, como el caso de  "hoy estamos unidos, abran paso, porque la división nos causa atraso" en «United Kingdom 2: La Antesala» y en la introducción de United Kingdom 2, «A la reconquista», y "United Kingdom significa 'Reino Unido'" en «United Kingdom 2.5».